# Georgefischeria riveae
Georgefischeria riveae är en svampart som beskrevs av Thirum. & Naras. 1963. Georgefischeria riveae ingår i släktet Georgefischeria och familjen Georgefischeriaceae.   Inga underarter finns listade i Catalogue of Life.